# Decapterus kurroides
Decapterus kurroides är en fiskart som beskrevs av Bleeker, 1855. Decapterus kurroides ingår i släktet Decapterus och familjen taggmakrillfiskar. Inga underarter finns listade i Catalogue of Life.